# 西部大開発
- 東部
- 西部 - 西部大開発
- 東北 - 振興東北老工業基地
- 中部 - 中部崛起計画

中国四大経済区
- 東部
- 西部 - 西部大開発
- 東北 - 振興東北老工業基地
- 中部 - 中部崛起計画

西部大開発（せいぶだいかいはつ）は中国において東部沿海地区の経済発展から取り残された内陸西部地区を経済成長軌道に乗せるために中華人民共和国国務院が実施している開発政策及びその結果としての経済動向を指す。その政策は、2000年3月の全国人民代表大会で正式決定されたもので「西電東送」、「南水北調」、「西気東輸」、「青蔵鉄道」の四大プロジェクトが主体となっている。 

## 概要
鄧小平時代のスローガンであった「先富起来！（先に裕福になれ！）」の掛け声（先富論）の下、中国東部沿海地方は改革開放政策の恩恵に浴し、目覚しい経済発展を遂げているが、それに反し内陸の諸地域は立ち遅れ、沿海地方との所得格差は拡大するばかりであった。このため、江沢民政権は2000年から国務院に西部開発指導小組を新設して西部大開発計画をスタートさせ、鉄道・道路建設などのインフラ整備や投資環境の整備、科学教育の発展などの優遇政策を実施した。胡錦濤政権になっても引き継がれ、2010年7月には今後10年間続けて行くことと、2015年にはGDPをさらに2倍に引き上げることを確認した。2005年2月4日、温家宝首相は、開発戦略が始まって以来、中央政府がすでに9600億元（約12兆円）の財政資金を西部地区に投入したことを明らかにした。投資規模が6000億元以上に達する36の重点プロジェクトを起こしている。またこのような中央政府の投資が呼び水となって西部諸省のGDP成長率は、1999年に7.2パーセントだったが、2000年が8.5パーセント、2001年が8.7パーセント、2002年10.0パーセント、2003年11.3パーセント、2004年12.0パーセントと毎年のように増加した。

## 西部内陸部
中国西部には甘粛省、貴州省、寧夏回族自治区、青海省、陝西省、四川省、チベット自治区、新疆ウイグル自治区、広西チワン族自治区、内モンゴル自治区、雲南省及び重慶市の12省区市が含まれる。これらの地域には、国土の約3分の2の面積と約22.8パーセントの人口を擁し、豊富な鉱物資源や水力を含むエネルギー資源、開拓を待つ土地資源、少数民族の多様な文化を示す観光資源が存在する。

## 外資誘致政策
外国企業の西部地区への投資を奨励するため、各種優遇政策を実施し、税制面での優遇措置としては当初3年間、企業所得税率を15%に削減し、さらに輸出企業には税率を10パーセントとする。同時に西部省区市には沿海省市と同等な権限が与えられ、3000万米ドル以内の外資プロジェクトであれば単独で許可できる。

## エネルギー開発
水資源の豊富な西部で生産した電力を東部へ送るプロジェクトでは、発電容量累計3600万キロワット分の発電施設がすでに着工し、新たに設置された送電・変電設備の電線総延長は1万3300キロメートルを超える。また新疆や青海、寧夏など西部で生産した天然ガスを東部へ輸送するパイプライン・プロジェクトは、2004年12月30日に商業運営が始まった。
特に新疆ではタリム油田、ジュンガル油田、トゥハ油田の3大油田と独山子、ウルムチ、クラマイ、クチャ、タリムの5大精油工場を中心とした開発が進行している。

## インフラ建設
インフラストラクチャー建設プロジェクトとしては連雲港と蘭州を結ぶ隴海線や青海省とチベットを結ぶ青蔵鉄道などがあり、新たに着工された重点プロジェクトは60件、投資額は約8500億元に達する。新たに開通した道路は約9万1千キロメートル、新たに敷設された鉄道は4066.5キロメートルとなっている。特に青蔵鉄道はチベットの海抜4,000メートル地帯に鉄道を建設するという困難な作業に取り組む事となった。

## 科学技術振興
陝西省の関中平原だけでも4箇所の国家級開発区と3箇所の省級開発区及び数十箇所の産業パークや科学技術パークを連動させ、電子産業、ソフトウェア、バイオテクノロジー、航空宇宙産業、軍事産業などのハイテク産業を発展させる計画である。

## 辺境貿易
またロシア、中央アジア諸国、パキスタン、インド、ミャンマーなどと国境を接する辺境地帯は第2の黄金地帯と位置付けられている。成都、西安、ウルムチなどの西部大都市ではこれら諸国との貿易振興を目的とした各種貿易フェアーを開催している。現実に新疆、チベット、雲南などで隣接諸国と行う貿易量は増大している。

## 各種支援
中国人民銀行は2004年末現在、中国の金融機関が西部12省（区、市）で実施した貸付残高が2兆9,500億元に達したと発表した。ただ、少数民族地域では依然として貧困が激しく、義務教育さえ不徹底であり、急激な産業開発とともに長期的な視野に立脚した教育の充実も不可欠である。このため、国務院は西部各地の貧困地区に教員など各種の資格をもった志願者数万人を送り込むなどの人的支援も行っている。また経済的に発展した東部沿海地方の都市が西部地区の都市と国内友好都市関係を結び、資金などの援助も行っている。 